# Siddhartha (Vivier)
Pour les articles homonymes, voir Siddhartha.
Siddhartha est une œuvre pour orchestre et huit groupes, composée par Claude Vivier en 1976.

## Histoire
Siddhartha est une commande de la société Radio Canada. Claude Vivier s'inspire du roman Siddhartha (1922) de Hermann Hesse dont le personnage suit les enseignements de Bouddha.
L'œuvre est achevée en 1976, mais elle ne peut être créée par l'orchestre des jeunes du Canada dirigé par Marius Constant comme cela était prévu.
Elle est finalement créée le 14 mars 1987, quatre ans après la mort du compositeur, à Montréal, par l'Orchestre métropolitain du grand Montréal sous la direction de Walter Boudreau.

## Effectif
Trois flûtes, quatre hautbois, 4 clarinettes, 3 bassons, 4 cors, 3 trompettes, 3 trombones, tuba, 8 percussionnistes, 16 violons, 14 violons II, 12 altos, 10 violoncelles, 8 contrebasses.

## Discographie
- Claude Vivier – Anthologie De La Musique Canadienne/Anthology Of Canadian Music, sous la direction de Walter Boudreau, 1990[4] (Radio Canada International)
- WDR Sinfonieorchester Köln, dirigé par Peter Rundel, 2004[2] (Kairos)